# Olga Vittoria Gentilli
Olga Vittoria Gentilli, née à Naples le 19 juillet 1888 et morte à Rapallo le 29 mai 1957, est une actrice de cinéma italienne.
Elle est apparue dans une quarantaine de films au cours de la période fasciste et de l'immédiat après-guerre. Elle a généralement joué les seconds rôles dans des films.

## Filmographie partielle
- 1940 : Melodie eterne  de Carmine Gallone
- 1941 : 
  - Mademoiselle Vendredi (titre original :Teresa Venerdì ) de Vittorio De Sica
  - L'avventuriera del piano di sopra  de Raffaello Matarazzo
  - La Tosca de Carl Koch et Jean Renoir
- 1942 : Un garibaldien au couvent (Un garibaldino al convento) de Vittorio De Sica
- 1942 : Le Roman d'un jeune homme pauvre (Romanzo di un giovane povero) de Guido Brignone
- 1943 : Ho tanta voglia di cantare de Mario Mattoli
- 1949 : Romanticismo de Clemente Fracassi
- 1952 : Heureuse Époque (Altri tempi - Zibaldone n. 1) d'Alessandro Blasetti